# ALS (синхротрон)

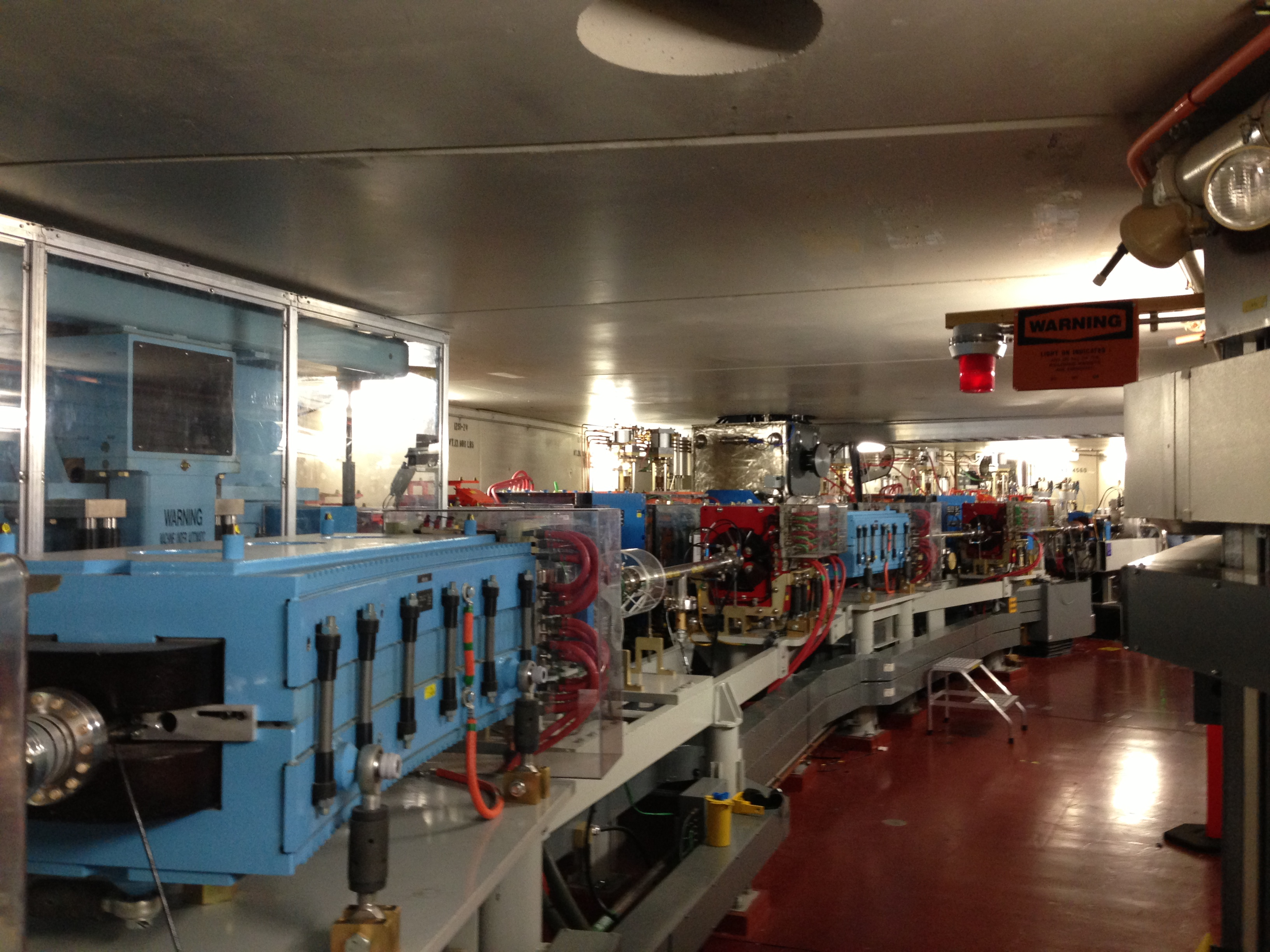
Фрагмент накопительного кольца ALS

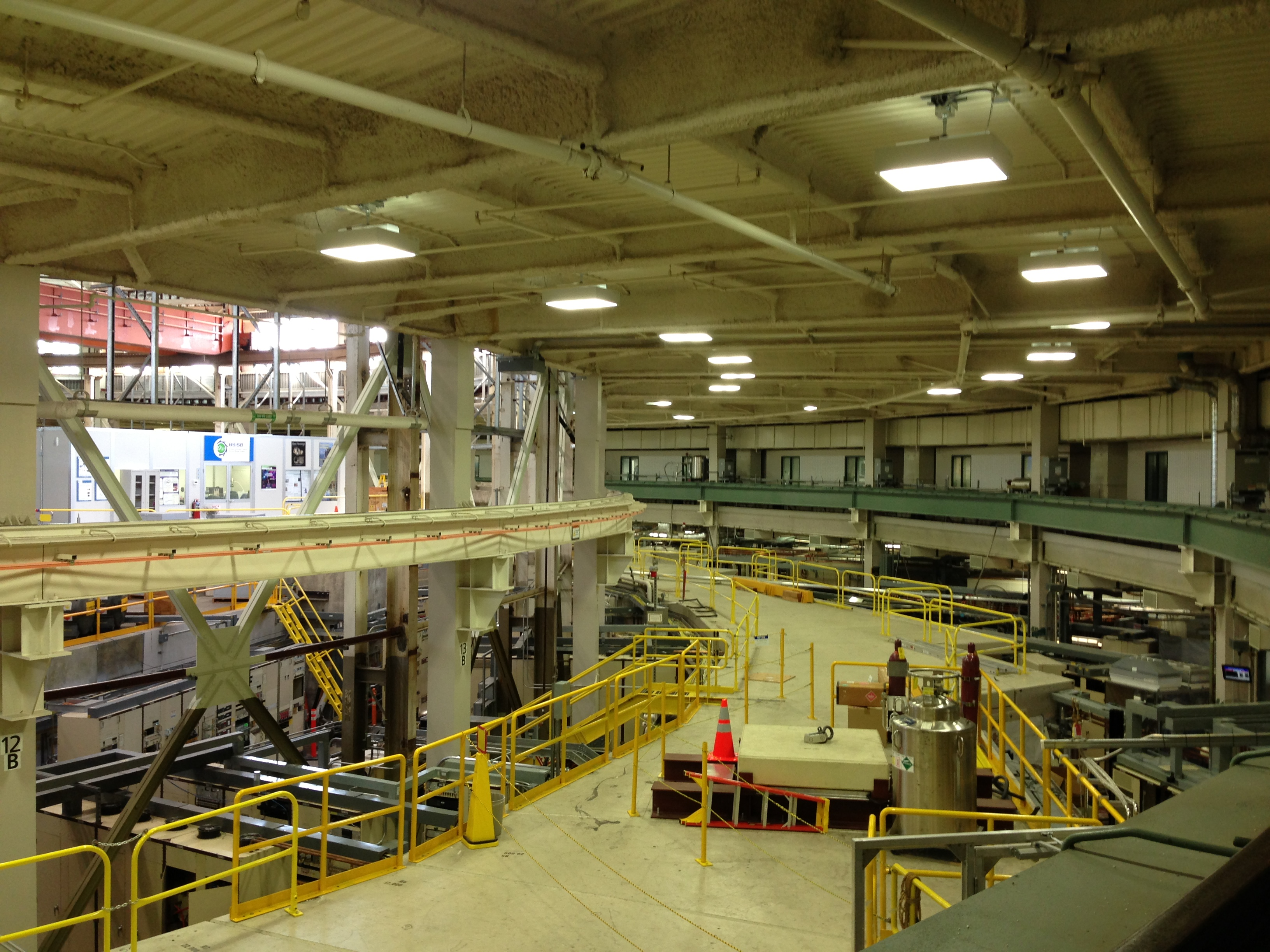
Внутри здания ALS. Ускоритель расположен внутри бетонного короба

Advanced Light Source (ALS) — источник синхротронного излучения третьего поколения в Национальной лаборатории им. Лоуренса в Беркли, США.

## История
Проект ALS был предложен в начале 1980-х, в 1987 году администрацией Рейгана открыто финансирование, началось проектирование установки. В 1988 году состоялась церемония закладки первого камня, в 1993 году строительство закончено. В марте 1993 года закончен запуск и наладка, 22 октября 1993 года проведена церемония официального открытия.
Накопитель расположен в здании, построенном в 1940-х для сооружения огромного 184-дюймового циклотрона Эрнеста Лоуренса.

## Описание
ALS представляет собой синхротрон периметром 196.8 м, рабочий диапазон энергий 1-1.9 ГэВ. Инжекция из бустера с энергией 1.5 ГэВ. Всего имеется 18 выводов СИ, из них 6 их вставных устройств (вигглеры, ондуляторы) и 4 из так называемых супербендов (короткий очень сильный поворотный магнит).

## ALS-U
Планируемый проект модернизации накопителя ALS-U подразумевает замену всей магнитной системы на ячейку типа Multi-Bend Achromat для получения малого эмиттанса и высокой яркости.